# George E. Diskant
George Edward Diskant est un directeur de la photographie américain, né le 22 février 1907 et mort le 22 février 1965.

## Biographie

### Carrière
Il participa, comme directeur de la photographie, à de nombreux épisodes des séries télévisées, dont L'Homme à la Rolls ou Au nom de la loi.

## Filmographie
- 1946 : Twin Husbands, d'Hal Yates
- 1946 : Dick Tracy contre Cueball (Dick Tracy vs. Cueball), de Gordon Douglas
- 1946 : Vacation in Reno, de Leslie Goodwins
- 1947 : Desperate, d'Anthony Mann
- 1947 : Mon chien et moi (Banjo) de Richard Fleischer
- 1947 : Riffraff, de Ted Tetzlaff
- 1948 : Fighting Father Dunne, de Ted Tetzlaff
- 1948 : Guns of Hate, de Lesley Selander
- 1948 : Les Amants de la nuit (They Live by Night), de Nicholas Ray
- 1948 : La Course aux maris (Every Girl Should Be Married), de Don Hartman
- 1949 : Secret de femme (A Woman's Secret), de Nicholas Ray
- 1949 : Oil's Well That Ends Well d'Hal Yates
- 1949 : Masked Raiders de Lesley Selander
- 1949 : La Brigade des stupéfiants (Port of New-York), de Laslo Benedek
- 1950 : The Traveling Saleswoman (en), de Charles Reisner
- 1950 : Davy Crockett, Indian Scout (en), de Lew Landers
- 1950 : Les Nouvelles Aventures du capitaine Blood (Fortunes of Captain Blood), de Gordon Douglas
- 1950 : David Harding, Counterspy, de Ray Nazarro
- 1950 : De minuit à l'aube (Between Midnight and Dawn), de Gordon Douglas
- 1951 : Law of the Badlands, de Lesley Selander
- 1951 : L'Équipage fantôme (Sealed Cargo), d'Alfred L. Werker
- 1951 : The Racket de John Cromwell
- 1952 : La Maison dans l'ombre (On Dangerous Ground), de Nicholas Ray
- 1952 : L'Énigme du Chicago Express (The Narrow Margin), de Richard Fleischer
- 1952 : Storm Over Tibet, d'Andrew Marton
- 1952 : Beware, My Lovely, d'Harry Horner
- 1952 : Le Quatrième Homme (Kansas City Confidential), de Phil Karlson
- 1952 : Face to Face, de John Brahm et Bretaigne Windust
- 1953 : The Bandits of Corsica, de Ray Nazarro
- 1953 : The Bigamist, d'Ida Lupino